# Dobra Kuća
Dobra Kuća is een plaats in de gemeente Đulovac in de Kroatische provincie Bjelovar-Bilogora. De plaats telt 16 inwoners (2021).